# Idiocera przewalskii
Idiocera przewalskii är en tvåvingeart som först beskrevs av Paul Lackschewitz 1964.  Idiocera przewalskii ingår i släktet Idiocera och familjen småharkrankar. Inga underarter finns listade i Catalogue of Life.